# Screendesign

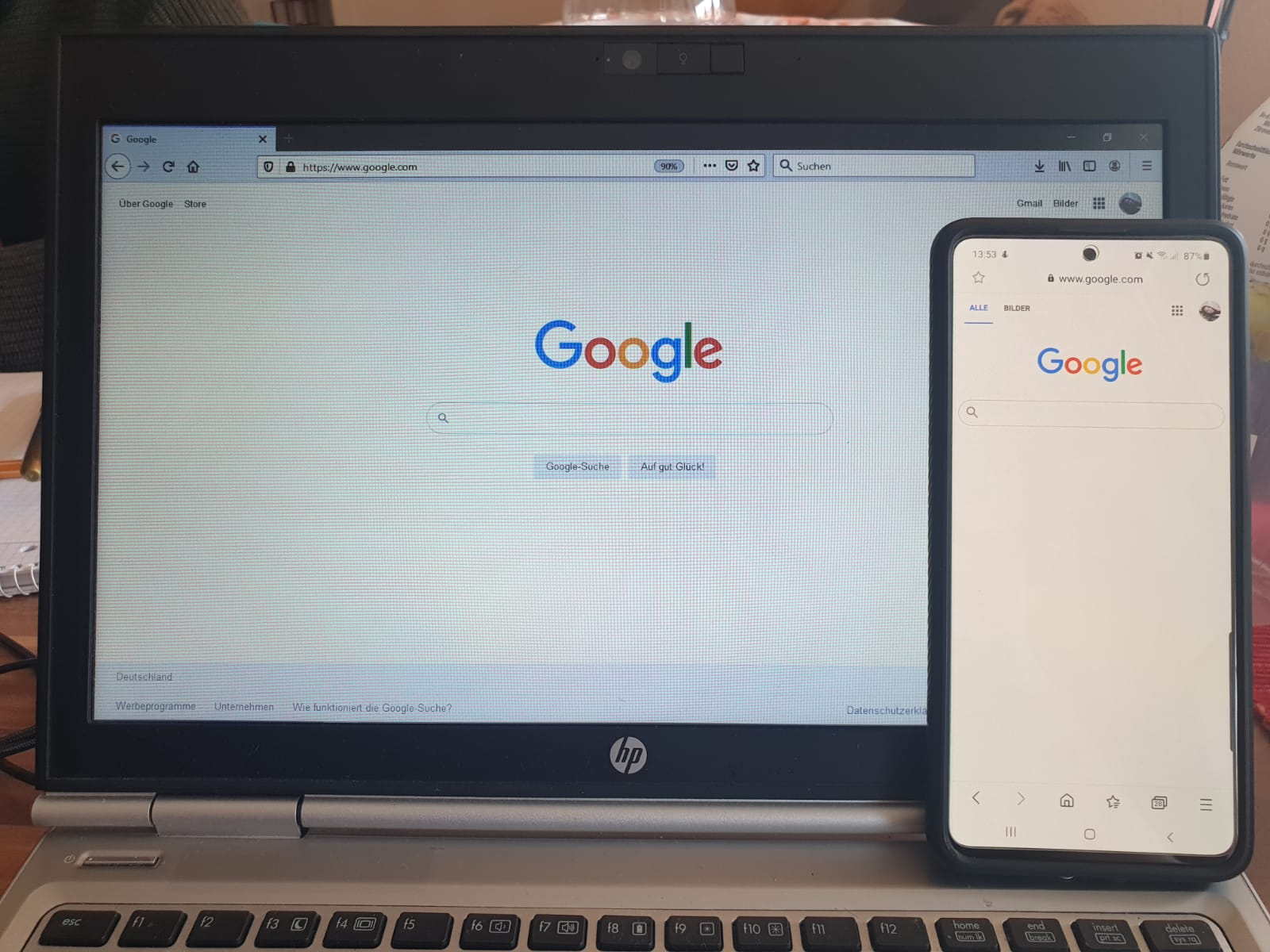
Screendesign der Google-Startseite auf einem Smartphone im Vergleich zu einem Laptop

Im Rahmen des Screendesign werden Layouts geschaffen, die speziell auf die Präsentation von Inhalten auf Monitoren ausgerichtet sind.
Screendesign ist ein Unterbereich des Grafikdesign bzw. Interfacedesigns. Wer im Bereich des Interfacedesigns arbeitet, muss bereit sein, auch Aspekte aus anderen Fachbereichen mit einzubeziehen, etwa aus dem Maschinenbau. Es geht im Interfacedesign darum zu erkunden, welche Möglichkeiten für Mensch-Maschine-Kommunikation die heute vorhandenen technischen Einrichtungen bieten und es geht auch darum, Konzepte für zukünftige Mensch-Maschine-Kommunikation zu entwickeln. Das Screendesign dagegen ist ausschließlich grafisches Design, bei dem ein Screendesigner damit beauftragt ist, für eine Bildschirmoberfläche eine ansprechende Gestaltung zu schaffen. In seinem Werk können die Erkenntnisse des Interfacedesigns einfließen, müssen es aber nicht.
Screendesigner erstellen eigene Vorgaben oder orientieren sich an gegebenen optischen Vorgaben, die sie für Stimmung, Ästhetik  und Zielgruppenansprache umsetzen. Sie sind Spezialisten für Benutzerführung, Navigation und zielgruppenspezifisches Design, z. B. nach Einsatzzweck, Nutzeralter, für Sehbehinderte, Analphabeten. Sie erstellen oder setzen einen Styleguide um, legen Farbwahl und Fonts fest und passen diese im laufenden Prozess auch den Gegebenheiten anderer Kulturkreise (Farben, Textrichtung, Textmenge) an. Ein im Styleguide definiertes Layoutraster legt zudem Positionen und Maße fest.
Die Eigenschaften des Screendesign ergeben sich aus dem Zusammenspiel mit Interfacedesign, Usabilitykriterien und auch technologischen Aspekten, wie z. B. Programmierungsmöglichkeiten oder speziellen Oberflächen (Maussteuerung, Touchscreen, Tastatursteuerung etc.)

## Arbeitsfelder des Screendesigners
- Screendesign einer Software (z. B. Betriebssystemsoftware, Computer-/Videospiele, Website, CD-ROM-, DVD-Produktion)
- Screendesign für Hardware-Produkte (Displays, Mobiltelefon, PDA, Haushaltsgeräte etc.).
- Screendesign für mobile Geräte, Haushaltsgeräte, Automaten und weiteren Informations- und Steuerungssysteme
- Screendesign für Kiosksysteme, Fahrgastinformationssysteme, Personenleitsysteme

## Layout
Das Layout gliedert die gestaltete Oberfläche in Aktions-, Informations- und Inhaltsbereiche.
Diese Gliederung schafft Struktur, Übersicht und Ordnung im Screendesign. Ihm liegen in der Regel ein Raster und eine exakte Vermaßung zu Grunde. Durch das Layout wird der optische Gesamteindruck bestimmt.
Eine Studie hat ergeben, dass Nutzer von Internetseiten ihr Urteil über das Design der Seiten bereits nach 50 Millisekunden fällen. Das ist gerade einmal halb so lang wie ein Augenblinzeln.

## Hilfen für die Orientierung
Zu den Aufgaben eines Screendesigners gehört es, dem Nutzer Möglichkeiten für die Orientierung anzubieten. Die Überschriften im Textbereich und die Menüs sollten so eingerichtet werden, dass der Anwender jederzeit feststellen kann, in welchem Kapitel er sich befindet. Es sollte außerdem jederzeit erkennbar sein, wie viele Hauptkapitel bzw. Unterkapitel es insgesamt gibt. Neben der Organisation der Inhalte spielen auch Anforderungen der Barrierefreiheit eine Rolle für gutes Screendesign.

## Erwartungen der Nutzer
Gutes Screendesign setzt voraus, dass sich der Designer mit den Erwartungen der Nutzer auseinandersetzt. Welche Motive leiten den Nutzer, wenn er sich mit dem entsprechenden Produkt beschäftigt? Der Screendesigner muss eine Vorstellung davon haben, ob die Nutzer eher auf Unterhaltung oder eher auf Information und effektives Arbeiten ausgerichtet sind.
In manchen Fällen gehören auch diese Punkte zum Arbeitsfeld eines Screendesigners:
- mit Anreizen Interesse für ein Produkt wecken
- Freude an der Benutzung auslösen oder dem Besitzerstolz schmeicheln
- den Nutzer neugierig auf die Möglichkeiten und die Inhalte machen und Erwartungen wecken